# Chris Colwill
Chris Colwill (Tampa, 11 settembre 1984) è un tuffatore statunitense.
Ha partecipato alle Olimpiadi di Pechino 2008, classificandosi 4º nel trampolino 3 m sincronizzato con il compagno Jevon Tarantino e 12º nella competizione singolare. È affetto da parziale sordità. Sarà il portabandiera della squadra statunitense ai mondiali di Roma 2009, dove parteciperà nel trampolino da 1 m e 3 m singolare.